# Agrostis microphylla
Agrostis microphylla é uma espécie de gramínea do gênero Agrostis, pertencente à família Poaceae.